# Frédéric Mitterrand
Frédéric Mitterrand (París, 21 d'agost de 1947 - 21 març 2024) va ser un polític francès i tunisià, Ministre de Cultura entre el 23 de juny de 2009 i el 16 de maig de 2012. Prèviament, havia treballat treballat com a animador de televisió, professor, periodista, escriptor, guionista, productor i realitzador.

## Biografia
Fill de l'enginyer Robert Mitterrand i nebot del president de França, François Mitterrand, i d'Édith Cahier, la neboda d'Eugène Deloncle, el cofundador de "La Cagoule"
Va estudiar al Lycée Janson de Sailly de París. i va estudiar història i geografia a la Universitat de París-Nanterre, i ciències polítiques a l'Institut d'Estudis Polítics de París. Va ensenyar economia, història i geografia a EABJM des de 1968 fins a 1971. El 1978, va ser crític de cinema a J'informe. De 1971 a 1986, va dirigir diverses pel·lícules de cinema d'art a París (Olympic Palace, Entrepôt i Olympic-Entrepôt). També va tenir papers en diverses pel·lícules, i durant la dècada de 1980 va estar actiu com a productor i director en produccions de televisió.
Frédéric Mitterrand també té la nacionalitat tunisiana.
El juny de 2008, Mitterrand va ser nomenat director de l'Acadèmia de França a Roma pel president Nicolas Sarkozy. Un any més tard, el 23 de juny de 2009, Mitterrand va ser nomenat membre del govern francès com a Ministre de Cultura i Comunicacions fins al maig de 2012.
Mitterrand, que era obertament bisexual, i escrivia una columna mensual per a Têtu.

## La mauvaise vie
La novel·la autobiogràfica de Mitterrand La mauvaise vie va ser un best-seller l'any 2005. Al llibre detalla el seu "deleït" mentre visitava el prostíbuls masculins de Bangkok, i escriu: "Vaig agafar l'hàbit de pagar per nois... La profusió de nois joves, molt atractius i disponibles immediatament em va posar en un estat de desig que no calia contenir o amagar". En el moment del seu llançament Mitterrand va ser aplaudit per la seva honestedat, però ha hagut de defensar els seus escrits després que va defensar públicament Roman Polanski quan Polanski va ser detingut a Suïssa per una petició d'extradició estatunidenca per violar una noia de tretze anys.
El 5 d'octubre de 2009, Marine Le Pen del Front Nacional Francès va citar seccions del llibre a la televisió francesa, acusant-lo de tenir relacions sexuals amb nois menors d'edat i de participar en "turisme sexual", exigint que Mitterrand renunciés al seu càrrec de ministre de Cultura. Entre d'altres, també va ser criticat pel portaveu del Partit Socialista, Benoît Hamon, que va declarar: "Com a ministre de cultura ha cridat l'atenció defensant un cineasta i ell ha escrit un llibre on va dir que va aprofitar el turisme sexual. Per dir-ho com a mínim, ho trobo impactant." D'altra banda, alguns conservadors van donar suport a Mitterrand, i un col·laborador proper de Nicolas Sarkozy va dir que el president francès donava suport al seu ministre de Cultura, descrivint la polèmica al seu voltant com a "patètica".
Mitterrand va insistir que el llibre no és una autobiografia, l'editor el descriu com una "novel·la inspirada en l'autobiografia" i la BBC s'hi refereix com a "novel·la autobiogràfica". En la seva pròpia defensa, Mitterrand va declarar: "Cada vegada que estava amb persones de la meva edat o cinc anys més joves, no hi havia ni la més mínima ambigüitat, i hi estaven d'acord", i que utilitza el terme "nens" de manera lliure, tant a la seva vida com al llibre. També va declarar: "Condemno el turisme sexual, que és una vergonya. Condemno la pedofília, en la qual no he participat de cap manera."

## Filmografia
Actor
- 1960: Fortunat

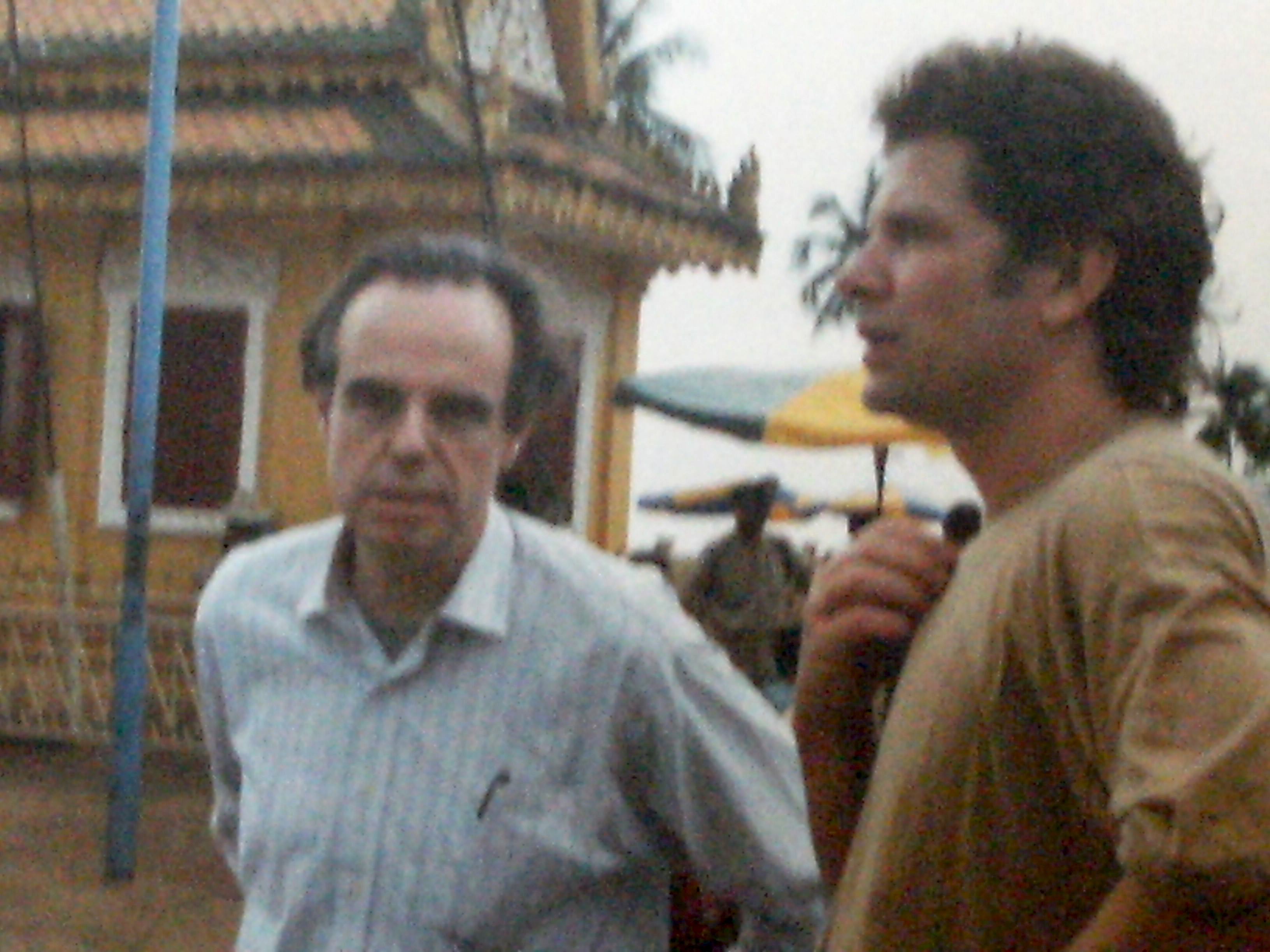
Mitterrand (esquerra) en un rodatge el 1990

- 1992: La collection secrète de Salvador Dalí by Otto Kelmer[16]
- 1997: Mon copain Rachid, de Philippe Barassat
- 1998: Que la lumière soit, d'Arthur Joffé
- 2001: Le Fabuleux Destin d'Amélie Poulain de Jean-Pierre Jeunet

Director
- 1981: Lettres d'amour en Somalie
- 1984: Paris vu par... 20 ans après
- 1995: Madame Butterfly, adaptació de l'òpera de Puccini

Producer
- Les Aigles foudroyés, documental
- Mémoires d'exil, documental
- Fairouz, documental, 1998
- Je suis la Folle de Brejnev, 2001
- FARAH: The Last Empress, documental 2009[17]

## Publicacions
- Tous désirs confondus, Actes Sud, 1988, new ed. 2009
- Mémoires d'exil, Robert Laffont, 1990, ISBN 978-2-221-09023-7
- Destins d'étoiles – tomes 1, 2, 3, 4 – Fixot, 1991–1992
- Monte Carlo: la légende, Assouline, 1993
- Une saison tunisienne, sous la direction de Frédéric Mitterrand et Soraya Elyes-Ferchichi, Actes Sud, 1995
- L'Ange bleu: un film de Joseph von Sternberg, Plume, 1995
- Madame Butterfly, Plume, 1995
- Les Aigles foudroyés – la fin des Romanov des Habsbourg et des Hohenzollern, Pocket, 1998
- Un jour dans le siècle, Robert Laffont, 2000
- La Mauvaise Vie, Robert Laffont, 2005
- Lettres d'amour en Somalie, Pocket, September 2006
- Maroc, 1900–1960 Un certain regard, avec Abdellah Taïa, Actes Sud, 2007
- Le Festival de Cannes, Robert Laffont, 2007
- Le désir et la chance, Robert Laffont, 2012
- La récréation, Robert Laffont, 2013